# Boban Marjanović
Boban „Bobi” Marjanović (cyr. Бобан Марјановић; ur. 15 sierpnia 1988 w Zaječarze) – serbski koszykarz, występujący na pozycji środkowego, obecnie zawodnik Houston Rockets.
W 2008 wystąpił w meczu wschodzących gwiazd - Nike Hoop Summit.
7 lipca 2016 otrzymał propozycję 3-letniej umowy, wartej 21 milionów dolarów od Detroit Pistons. Podpisał ją pięć dni później.
29 stycznia 2018 został wymieniony do Los Angeles Clippers w transakcji obejmującej sześciu zawodników.
6 lutego 2019 trafił w wyniku wymiany do Philadelphia 76ers. 23 lipca dołączył do Dallas Mavericks. 24 czerwca 2022 został wytransferowany do Houston Rockets. 9 lutego 2023 opuścił klub. Trzy dni później zawarł nową umowę z Rockets.
W 2019 zagrał epizod w filmie John Wick 3, wcielając się w rolę płatnego zabójcy.

## Osiągnięcia
Stan na 15 lutego 2023, na podstawie, o ile nie zaznaczono inaczej.
Drużynowe
- Mistrz:
  - Ligi Bałtyckiej (2011)
  - Ligi Adriatyckiej (2015)
  - Serbii (2015)
  - Litwy (2011)
- Wicemistrz:
  - Ligi Adriatyckiej (2008)
  - Serbii (2008, 2010)
- Zdobywca pucharu:
  - Litwy (2011)
  - Serbii (2014, 2015)
- Finalista pucharu Serbii (2008)

Indywidualne
- MVP:
  - ligi serbskiej (2013–2015)
  - play-off ligi adriatyckiej (2015)
  - kolejki Euroligi:
    - Rundy 10. (2013/14)
    - Rundy 1. i 7. (2014/15)
    - Rundy 14. – TOP 16 (2014/15)
- Zaliczony do I składu:
  - Euroligi (2015)
  - ABA (2014, 2015)
- Uczestnik meczu gwiazd ligi litewskiej (2011)
- Lider Euroligi w zbiórkach (2015)

Reprezentacja
- Mistrz:
  - świata U–19 (2007)
  - Europy U–20 (2008)
- Wicemistrz Europy (2017)
- Uczestnik:
  - Eurobasketu:
    - 2011 – 8. miejsce, 2017
    - U–18 (2006 – 5. miejsce)

  - turnieju London Invitational (2011)